# رونق (همبرات)
رونق (بالفارسية: رونق) هي قرية تقع في إيران في قسم همبرات الريفي. يقدر عدد سكانها بـ 8 نسمة .